# Polonuevo
Polonuevo – miasto w Kolumbii, w departamencie Atlántico.